# Josef Pflug
Josef Pflug (* 17. Jänner 1869 in Rauchenwarth; † 25. Februar 1937 ebenda) war ein österreichischer Politiker (CSP) und Landwirt. Pflug war von 1920 bis 1932 Abgeordneter zum Landtag von Niederösterreich.

## Leben
Josef Pflug wurde am 17. Jänner 1869 als Sohn von Leopold und Antonia Pflug in Rauchenwarth geboren und am nachfolgenden Tag auf den Namen Josef getauft.
Pflug besuchte die Volksschule und absolvierte seinen Militärdienst. Er übernahm den elterlichen Bauernhof in Rauchenwarth.
1927 übersiedelte Pflug nach Wienerherberg.
Am 25. Februar 1937 starb Pflug im Alter von 68 Jahren in seiner Geburts- und Heimatgemeinde Rauchenwarth an postoperativer Fluxus ventris, einhergehend mit einer Myokarditis. Die Beerdigung fand am 28. Februar 1937 auf dem Ortsfriedhof von Rauchenwarth statt.

## Politik
Pflug zog 1894 in den Gemeinderat von Rauchenwarth ein. Er war von 1912 bis ? Bürgermeister von Rauchenwarth.
Pflug wurde am 30. November 1920 als Abgeordneter zum Niederösterreichischen Landtag angelobt und gehörte bis zum 11. Mai 1921 der Kurie Niederösterreich Land an. Danach vertrat er die Christlichsoziale Partei bis zum 21. Mai 1932 im Landtag.

## Anerkennungen
- 1923 Ehrenbürger der Gemeinde Rauchenwarth